# Comarca del Nalón
La Comarca del Nalón és una de les vuit comarques en què està dividit el Principat d'Astúries i comprèn els concejos de:
- Casu
- Sobrescobiu
- Llaviana
- Samartín del Rei Aurelio
- Llangréu

Encara que l'Estatut d'Autonomia d'Astúries preveu la divisió del territori asturià en comarques, encara no estan desenvolupades oficialment.